# Пятраускас, Зенонас
Зе́нонас Пя́траускас (лит. Zenonas Petrauskas; 22 июня 1950 года, Чекишке, Вилькийский район, Литовская ССР, СССР — 18 января 2009 года, Вильнюс, Литва) — литовский юрист-международник, учёный-правовед, специалист в области международного права, бывший заместитель министра иностранных дел Литвы.
После окончания средней школы Арёгалы Зенонас Пятраускас изучал право на юридическом факультете Вильнюсского университета, который окончил в 1975 году. В 1982 году получил степень доктора в Институте философии, социологии и права при Академии наук Литовской ССР. Начиная с 1991 года и до сентября 2005 года он был заведующим кафедрой международного права и права Европейского Союза на юридическом факультете Вильнюсского университета. Активно сотрудничал с зарубежными вузами: с институтом права Восточной Европы Кёльнского университета, Германия (1991), институтом политических наук Университета Умео, Швеция (1994), университетом Орхуса, Дания (1995) и университетом Брюсселя, Бельгия (1997).
С 2004 по 2006 год занимал должность заместителя министра иностранных дел Литвы.
Зенонас Пятраускас был автором монографий по дипломатическому и консульскому праву.